# Hipoderma (botanika)
Hipoderma (hypoderma, skórnia) – warstwa komórek (miękiszu, kolenchymy lub sklerenchymy) znajdująca się bezpośrednio pod epidermą w łodygach i liściach lub pod ryzodermą w korzeniach.
Określenie "hipoderma" odnosi się do lokalizacji tej warstwy w roślinie, a nie jej budowy czy funkcji.

## Występowanie
Liść
Hipodermę w liściu może tworzyć sklerenchyma (np. u ostrokrzewu), miękisz powietrzny (np. u niektórych gatunków z rodziny kluzjowatych) lub tkanka gromadząca wodę.
U niektórych iglastych  hipodermę w liściach mogą tworzyć włókna o zdrewniałych ścianach komórkowych (np. u sosny rumelijskiej i sosny czarnej).
Łodyga
W obwodowych częściach łodyg roślin dwuliściennych hipodermę może stanowić pokład kolenchymy
Korzeń
Hiopoderma korzeni okrytonasiennych niemających  przyrostu wtórnego może stanowić pochwę zbudowaną z jedej lub kilku warstw komórek, cechujących się zwykle obecnością pasemek Caspary'ego. Tak wykształcona hipoderma stanowi egzodermę korzenia.
Hipoderma może też występować w korzeniach paprotników.